# Бланки документів суворого обліку
Бла́нки докуме́нтів суво́рого о́бліку: 
- документи, що засвідчують особу, подію, освіту, трудовий стаж тощо (паспорт, свідоцтва про народження, одруження і розірвання шлюбу, переміну прізвища, імені, по батькові; трудова книжка і вкладиш до неї; посвідчення водія, службові, військові, ветеранів, інвалідів; дипломи про освіту, присвоєння звання; пенсійна книжка; пенсійні листки, листки тимчасової непрацездатності);

- проїзні документи (квитки на проїзд у залізничному, морському, річковому і повітряному транспорті; документи на перевезення вантажів; військові проїзні документи);

- знаки поштової сплати (поштові марки, конверти з марками, листівки з марками);

- документи, що обслуговують грошовий обіг (книжки ощадні, чекові, депозитні); чеки грошові, майнові, розрахункові; бланки фінансування, страхування; акредитиви; марки податкові, митні; доручення на видачу коштів, пенсій, майна; сертифікати якості, на право вивезення та ввезення; поліси страхування; ліцензії);

- бланки білетів тиражних та миттєвих лотерей.